# Tvärpil
En tvärpilspets är en  pilspetstyp som uppkommer under senmesolitikum. Spetstypen förekommer särskilt inom Erteböllekulturen, men även under yngre stenålder. Tvärpilarna tillverkades vanligen av flintspån och spetsens sidor retuscherades sedan till önskvärt utseende. Tvärpilen har fått sitt namn på grund av att den till skillnad från en vanlig pilspets har en liten egg snarare än en spets. 

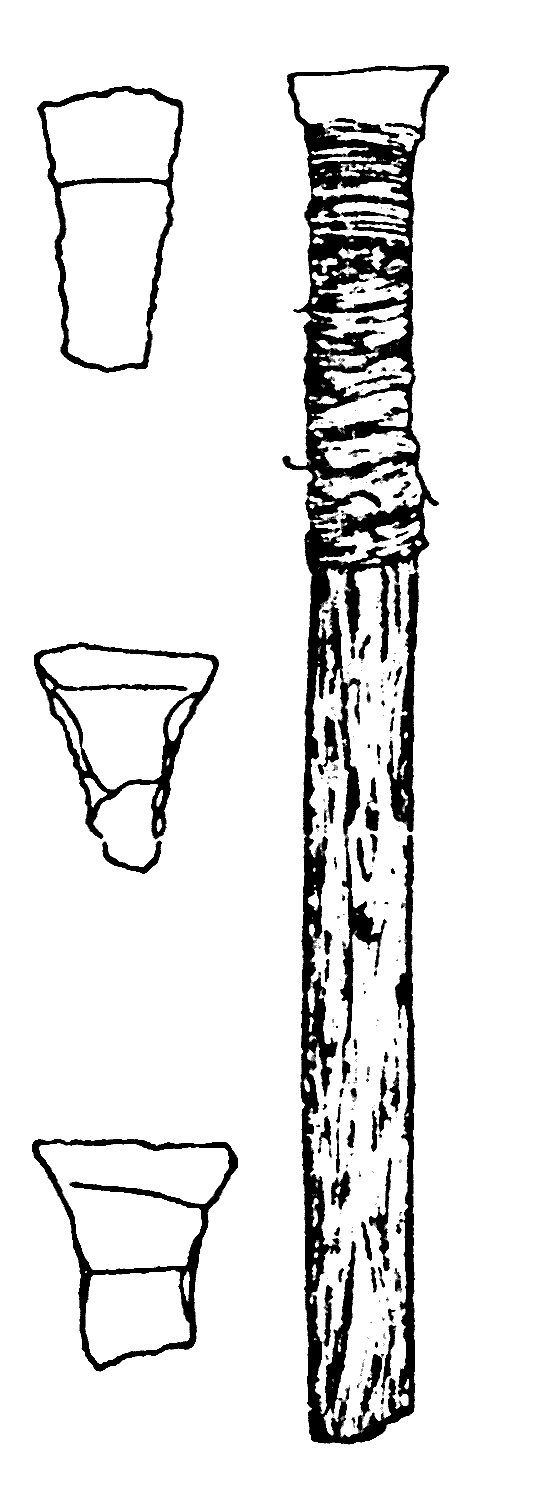
Förhistorisk pil från Tværmose.

Tvärpilar har använts till jakt av både fågel och större vilt. En tvärpil har till exempel hittats inbäddad i en svanvinge påträffad vid Henriksholm på Jylland och ett avtryck av en tvärpil finns även i en kronhjortskota från Ringkloster, Jylland. Det finns även en förekomst av människoben med skador orsakade av tvärpilar.
Tvärpilar i kvarts förekommer också. Förmodligen tillverkades dessa på ett något annorlunda sätt än de som tillverkats i flinta (beroende på olika materialegenskaper). Tvärpilar i kvarts har till exempel påträffats vid undersökningen av boplatsen Myrstugeberget i Huddinge i Stockholms län. 18 tvärpilspetsar i kvarts framkom här vid sidan av flera tvärpilar i flinta.

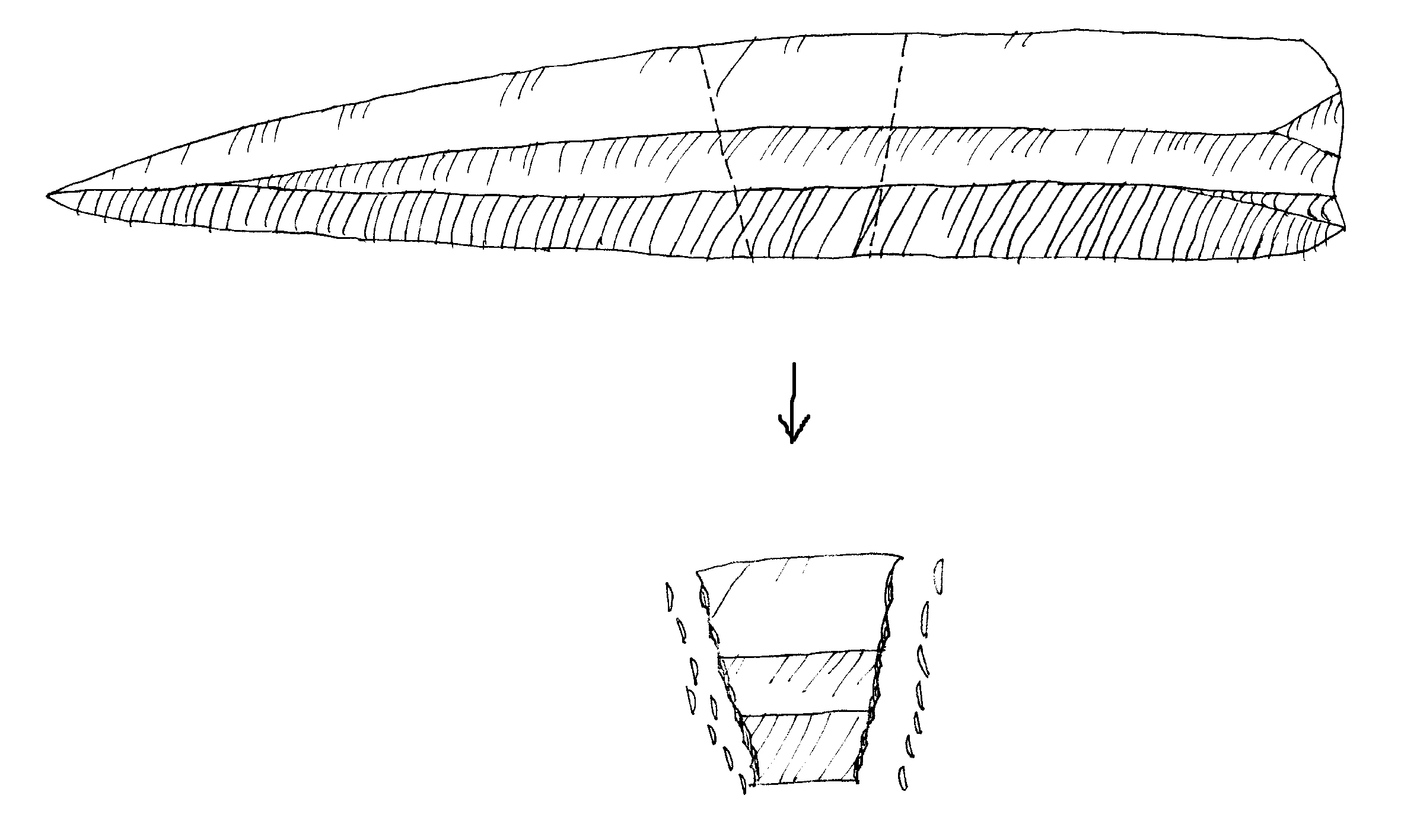
Tillverkning av tvärpilspets i flinta

## Snedpil
Snedpil är en pilspets som är typisk för Kongemosekulturen under äldre stenålder. En snedpil tillverkas av ett spån som knäckts snett över varvid pilen får en bred och regelbunden form.